# Sydneyjski pristaniški most
Sydneyjski pristaniški most (angleško Sydney Harbour bridge) je jeklen ločni most preko čez Sydneysko pristanišče, preko katerega se odvijata železniški in cestni promet ter kolesarji in pešci med osrednjim poslovnim okrožjem Sydneya (CBD) in North Shore. Pogled na most, pristanišče in bližnje operno hišo predstavlja ikono Sydneya in Avstralije. Most ima vzdevek The Coathanger ('obešalnik'), zaradi svoje ločne zasnove ali se preprosto imenuje most, kot ga kličejo prebivalci Sydneya.
Pod vodstvom dr. Johna Bradfielda iz NSW oddelka za javna dela, je most zasnovala in zgradila britanska družba Dorman Long and Co. Ltd iz Middlesbrougha - odprt je bil leta 1932. Zasnova mostu je podobna kot Most Hell Gate v New Yorku. Je šesti najdaljši ločni most na svetu in najvišji jekleni lok, ki meri 134 m od vrha do gladine vode. Prav tako je bil dolgo najširši most na svetu, 48,8 m širok, do izgradnje novega mostu Port Mann v Vancouvru, ki je bil končana leta 2012.
Po znamenitem loku so organizirani tudi turistični ogledi in si tako mesto lahko ogledamo z višine. Vsako leto za novo leto z mostu poteka veličasten ognjemet, sam most pa je okrašen že od začetka decembra; ker večina ljudi pričaka novo leto kar na plaži, je prihod novega leta še bolj veličasten.

## Konstrukcija
Južni konec mostu je na Millers Point v območju Rocks, severni konec na Milsons Point v spodnjem North Shore območju. Obstaja šest originalnih cestnih prometnih pasov po glavnem delu vozišča, plus dodatna dva pasova na vzhodni strani, ki sta bila prvotno namenjena tramvaju. Steza za pešce poteka po vzhodni strani mostu, medtem ko namenska kolesarska pot poteka samo ob zahodni strani; med glavnim voziščem in zahodno kolesarsko potjo sta dva pasova namenjena za železniške tire za T1 North Shore Linijo Sydneyskega vlaka.
Glavna cesta čez most je znana kot Bradfieldom Highway in je približno 2,4 km dolga, in je ena najkrajših avtocest v Avstraliji.

### Lok
Lok je sestavljen iz dveh nosilcev sestavljenih iz 28-plošč; njihova višina se spreminja od 18 m na sredini loka do 57 m na obeh koncih poleg pilonov. 
Lok ima razpon od 504 m, njegov vrh je 134 m nad srednjo morsko gladino. Jeklena konstrukcija se v vročih dneh lahko razširi v višino loka kar za 18 cm. Veliki jekleni zatiči (ali ležajev) podpirajo vsak konec loka, kar omogoča, da vrtljivi del sprejme širitev in krčenje zaradi sprememb temperature in se izogiba obremenitvam, ki bi sicer povzročile škodo. 
Skupna teža jeklenega mostu, vključno z lokom in pristopnima razponoma je 52.800 ton, sam lok tehta 39.000 ton. Približno 79 % jekla je bilo uvoženega iz Anglije, ostalo pa izvira iz Newcastla. Na lokaciji so izvajalci zgradili dve delavnici na Milsons Point, na mestu današnjega Luna parka in izdelovali jeklene nosilce in druge zahtevane dele.
Most drži skupaj šest milijonov v Avstraliji izdelanih ročno privitih zakovic, družbe McPherson Melbourne, zadnja je bila privita 21. januarja 1932. Zakovice so bile segrete do rdeče-vroče in vstavljene v plošče; brezglavi konec je bil takoj zaokrožen z veliko pnevmatsko pištolo. Največja uporabljena zakovica je tehtala 3,5 kg in je bil 39,5 cm dolga. Praksa kovičenja velikih jeklenih konstrukcij, namesto varjenja, je bila v tistem času dokazana in znana gradbena tehnika, medtem ko strukturno varjenje v tem času še ni bilo dovolj razvito za uporabo na mostu.

### Piloni
Na vsakem koncu loka stoji par 89 m visokih betonskih stebrov, oblečenih v granit. Pilone je oblikoval škotski arhitekt Thomas S. Tait, partner v arhitekturnem biroju John Burnet & Partners. 
Okoli 250 avstralskih, škotskih in italijanskih kamnosekov in njihovih družin se je preselilo v začasno naselje Moruya, NSW, 300 km južno od Sydneya, kjer so pridobili okoli 18.000 m³ granita za mostne pilone. Kamnoseki so obdelane in oštevilčene bloke nato prevažali v Sydney s tremi ladjami, zgrajenimi posebej za ta namen. Kamnolom Moruya je vodil John Gilmore, škotski kamnosek, ki je prišel s svojo mlado družino v Avstralijo leta 1924, na zahtevo vodij projekta. Uporabljen je bil tudi avstralski beton. 
Oporniki ob vznožju pilonov so bistvenega pomena za podporo obremenitve iz loka in jih trdno držijo ves čas na mestu, sami piloni nimajo strukturnega namena. Vključeni so bili za zagotavljanje okvira za ločne plošče ter zagotovitev boljšega vizualnega ravnovesja mostu. Piloni niso bili del prvotne zasnove, dodali so jih samo za pomiritev javnosti glede zaskrbljenosti za strukturno celovitost mostu.
Čeprav so jih prvotno dodali mostu izključno zaradi njihove estetske vrednosti, so vsi štirje piloni sedaj ponovno v uporabi. Jugovzhodni pilon vsebuje muzejsko in turistično središče, s 360 ° razgledom na vrhu zagotavlja razgled na pristanišče in mesto. Jugozahodni pilon uporablja Agencija New South Wales za ceste in promet (RTA) za nadzorni center CCTV kamer s pogledom na most in ceste okoli tega območja. Dva pilona na severni obali uporabljajo kot dimnika za zračenje hlapov iz Sydney Harbour predora, v bazi južnega pilona je RMS vzdrževanje na mostu in baza severnega pilona vsebuje vodenje prometa za vleko tovornjakov in varnost vozili na mostu. 
Leta 1942 so bili piloni spremenjeni z vključitvijo ograj in protiletalskih topov namenjenih pomoči avstralski obrambi.

## Zgodovina

### Zgodnji predlogi
Prvi načrti za izgradnjo mostu so že iz leta 1815, ko je kaznjenec in priznan arhitekt Francis Greenway predlagal guvernerju Lachlanu Macquariu, naj zgradi most iz severne na južno obalo pristanišča.  Leta 1825 je Greenway napisal pismo takratnemu časopisu »The Australian«, v katerem navaja, da bi tak most »dal idejo o moči in veličastnosti, ki bi odražala spoštovanje in slavo koloniji in materi državi«.
Nič ni bilo od Greenwayevih predlogov, a ideja je ostala živa in v devetnajstem stoletju se je pojavilo še veliko drugih predlogov. Leta 1840 je pomorski arhitekt Robert Brindley predlagal, da je treba zgraditi plavajoči most. Inženir Peter Henderson je avtor ene prvih znanih risb mostu čez pristanišče iz okoli leta 1857. Palični most je bil predlagan leta 1879 in leta 1880 je bil predlagan most, ocenjen na 850.000 $.
Leta 1900 se je Lynejeva vlada zavzela za novo centralno železniško postajo in organizirala mednarodni natečaj za oblikovanje in gradnjo pristaniškega mostu. Lokalni inženir Norman Selfe je predložil zasnovo za viseči most in osvojil drugo nagrado v višini 500 £. Leta 1902, ko je izid prvega natečaja postal neuporaben, je Selfe zmagal na drugem natečaju z zasnovo za jeklen konzolni most. Žirija je bila enotna, da »so strukturne linije pravilne in v pravem razmerju, in ... oris je ljubek«.  Vendar pa se zaradi gospodarske recesije in spremembe oblasti – volitve leta 1904 v NSW - gradnja ni začela.
Predlagan je bil edinstven tri-razponski most s povezavami na Balls Head, Millers Point, in Balmain, s spominskim stolpom in središčem na Goat Islandu. 

### Načrt
Leta 1914 je bil imenovan John Bradfield kot »glavni inženir Sydney Harbour Bridge in Metropolitan Railway Construction« in za svoje delo na projektu dolgo vrsto let, si je prislužilvzdevek »oče« mostu. Bradfield je v tistem času dajal prednost konzolnemu mostu brez stebrov in leta 1916 Zakonodajni skupščini NSW predlagal zakon za takšno gradnjo, vendar je potem zakonodajni svet zavrnil tak predlog, na podlagi tega, da bi se denar bolje porabil za potrebe vojne.
Po prvi svetovni vojni je načrtovanje gradnje mostu dobilo ponoven zagon. Bradfield je vztrajal s projektom, dal vsebino podrobnosti o specifikacijah in financiranju za predlog konzolnega mostu, in leta 1921 potoval v tujino, da razišče ponudbe. Ob vrnitvi iz potovanja se je Bradfield odločil, da bi bilo tudi oblikovanje loka primerno. On in uradniki NSW oddelka za javna dela so pripravili splošno zasnovo za most z enim lokom, ki je temeljil na Hell Gate Bridge iz New Yorka. Leta 1922 je vlada sprejela Zakon o Sydney Harbour Bridge številka 28, ki je določal gradnjo konzolnega mostu ali ločnega mostu čez pristanišče med Dawes Point in Milsons Point, skupaj z izgradnjo potrebnih pristopov in električne železniške proge ter mednarodni tender.
Kot rezultat razpisnega postopka je vlada prejela dvajset predlogov šestih družb. 24. marca 1924 je bilo naročilo oddano angleškemu podjetju Dorman Long in Co Ltd, iz Middlesbrougha, znano kot izvajalec, ki je zgradil podoben most Tyne v Newcastle upon Tyne, in je za ločni most ponudil ceno AU £ 4.217.721. Zasnova loka je bila cenejša od alternativnih konzolnega in visečega mostu, imel je tudi večjo togost, zaradi česar je bil bolj primeren za pričakovane težke obremenitve.
Bradfield in njegovi sodelavci so bili na koncu določeni za nadzor nad celotnim projektiranjem mostu in gradbenim procesom, medtem ko so izvajalčevi inženirji, sir Ralph Freeman, sir Douglas Fox and Partners in njegov sodelavec G.C. Imbault, izvedli podrobno projektiranje in montažo mostu. Arhitekti za izvajalca so bili britanska družba John Burnet & Partners v Glasgowu na Škotskem. 
Izgradnja mostu je sovpadala z izgradnjo sistema podzemne železnice v Sydneysjem CBD, danes znana kot City Circle in most je bil zasnovan s tem v mislih. Most je bil načrtovan za šest pasov cestnega prometa, ki ga obdajata na vsaki strani dva železniška tira in pešpoti. Oba sklopa železniških tirov sta bila povezana v podzemni železniški postaji Wynyard na južni (mestni) strani mostu, s simetričnima rampama in predorom. Železniški tiri na vzhodni strani so bili namenjeni za načrtovano železniško povezavo do severne plaže. V vmesnem času pa so bili uporabljeni za izvedbo tramvaja iz North Shore terminala do Wynyard postaje in ko je bil tramvaj leta 1958 ukinjen, so bili pretvorjeni v dodatne prometne pasove za cestni promet. Bradfield Highway, ki je glavni del mostu in njegovih pristopov, se imenuje v čast Bradfieldovega prispevka k mostu.

### Gradnja
Izgradnja mostu je potekala pod vodstvom Bradfielda. Trije drugi ljudje, ki so v veliki meri sodelovali pri načrtovanju in gradnji mostu so bili Lawrence Ennis, Edward Judge in sir Ralph Freeman. Ennis je bil odgovorni inženir pri izvajalcu in glavni nadzornik na kraju samem (Bradfield je občasno obiskal celoten projekt in sodeloval predvsem v številnih ključnih fazah projekta, za pregled napredka in sprejemanje poslovodnih odločitev), Judge je bil glavni tehnični inženir za izvajalca in Freemana je najelo podjetje za projektiranje detajlov. Kasneje je izbruhnil spor med Bradfieldom in Freemanom, kdo je dejansko oblikoval most.
Uradna slovesnost ob začetku gradnje je bila 28. julija 1923, na kraju samem v Milsons Point na severni obali, kjer so morali zgraditi dve delavnici za pomoč pri izgradnji mostu. 
Po ocenah je bilo porušenih 469 zgradb na severni obali, tako zasebnih domov kot poslovnih dejavnosti, pri čemer so plačali malo ali brez nadomestila. Delo na mostu samem se je začelo z izgradnjo pristopov in pristopnih razponov in do septembra leta 1926 betonskih stebrov v podporo pristopom na obeh straneh pristanišča.
Ko je potekala gradnja pristopov, se je začelo delo tudi na pripravi temeljev, potrebnih za podporo veliki teži loka in tovora. Iz betona in granita sta bila narejena opornika s poševnimi temelji.
Ko je delo dovolj napredovala na podpornih strukturah, je bil na obeh straneh pristanišča postavljen velik žerjav. [30] Žerjava sta bila opremljena z delovnim odrom za dviganje delavcev in materiala v položaju, ki je omogočal napredovanje dela z jeklom. Za stabilizacijo dela pri gradnji lokov, so skopali na vsaki obali predore in skoznje napeljali jeklenice, s katerimi so nato pritrdili zgornji del vsakega pol loka , da se ne bi porušila med dvigovanjem.
Sama gradnja loka se je začela 26. oktobra 1928. Južni konec mostu se je delal pred severnim koncem, da bi ugotovili morebitne napake in za pomoč pri prilagajanju. Žerjavi so lezli po loku, kot so bili zgrajeni in se na koncu srečali v sredini. V manj kot dveh letih, v torek 19. avgusta 1930 sta se obe polovici loka prvič dotaknili. Delavci so zgornje in spodnje dele loka sestavili skupaj in lok postal samonosen, kar je omogočalo odstranitev podpornih kablov. 20. avgusta 1930 so praznovali spajanje lokov z obešenjem zastave Avstralije in Združenega kraljestva.
Ko je bil lok končan, so se dela nadaljevala na drugih delih mostu iz sredine navzven. Navpične vešalke so pritrdili na lok, tem so se nato pridružile horizontalne preklade. Nanje je bilo zgrajeno cestišče in železniška proga in končana do junija 1931. Položili so tirnice za vlake in tramvaje in betonsko cesto prelili z asfaltom. Do leta 1931 so dodali so tudi vse komunalne vode.
Piloni na vrhu opornikov so se začeli graditi od julija 1931 dalje. Tesarji so zgradili lesen oder, betonerji in zidarji so nato nadaljevali zidane in vlivanje betona in oblaganje s kamnom. Zadnji kamen na severozahodnem pilonu so postavili že 15. januarja 1932, ko so odstranili lesne odre.
19. januarja 1932 je prvi testni vlak, parna lokomotiva, varno prečkal most. Testiranje obremenitve mostu je potekalo v februarju 1932: štiri tire so natovorili z več kot 96 parnimi lokomotivami, ki so stale po celotni dolžini. Most preživel testiranje tri tedne, nato pa bil prijavljen za varen promet in otvoritev.
Standardi za varnost pri delu pri gradnji so bili slabi glede na današnje standarde. Med gradnjo je umrlo šestnajst delavcev , vendar pa sta bila presenetljivo le dva padca iz mostu. Nekaj več je bilo ranjenih pred nevarnimi delovnimi procesi, medtem ko so segrevali in vstavljali zakovice, veliko delavcev je v poznejših letih doživelo poslabšanje sluha, za kar naj bi bil kriv projekt.
Skupni stroški financiranja mostu so bili Au 6,25 milijona £, ki niso bili poplačani vse do leta 1988. 

## Obratovanje
V letu 2010 je znašal povprečni dnevni promet 204 vlake, 160.435 motornih vozil in 1650 koles. 

### Cesta
Most je imel sprva le štiri širše prometne pasove na sredini, kjer jih je zdaj šest, kot kaže fotografija, posneta takoj po odprtju. Leta 1958 je bila tramvaj umaknjen in prostor urejen z dvema dodatnima prometnima pasovoma. Ta pasova sta zdaj leva z južne strani in se jasno razlikujeta od drugih šestih.
Leta 1988 so se začela dela za izgradnjo predora, saj je bilo ugotovljeno, da most ne bo več omogočal povečanega pretoka prometa. Sydneyjski pristaniški predor je bil odprt avgusta 1992. Namenjen je za uporabo samo motornih vozil. 
Bradfield Highway je določena tudi kot »cesta za prevoz živine«, kar pomeni, da je dopustno, da živina vozi čez most, a le med polnočjo in zoro in po predhodnem obvestilu o nameri. V praksi zaradi visoke gostote urbane narave sodobnega Sydneya in selitev klavnic in trgov izven mesta, do tega ne prihaja več.

### Prometni tok
Most je opremljen za uravnavanje prometnega toka, ki omogoča spreminjanje smeri prometnega toka na mostu, da bolje ustreza jutranji in večerni konici. 
Most ima skupaj osem voznih pasov, oštevilčene od ena do osem od zahoda proti vzhodu. Steze tri, štiri in pet so reverzibilne. Ena in dve vedno tečeta proti severu. Šest, sedem, osem vedno tečejo na jug. Privzeto so štiri v vsako smer. Za jutranjo prometno konico, spremembe voznega pasu na mostu zahtevajo tudi spremembe na Warringah Freeway.
Most ima portalno signalizacijo, ki kaže smer toka za vsak prometni pas. Zelena puščica obrnjena navzdol pomeni, da je pas je odprt. Utripajoča rdeča "X" označuje da se pas zapira, vendar še ni v uporabi za promet, ki potuje v drugo smer. Stalno rdeči "X" pomeni pas, je v uporabi za prihajajoči promet. Ta ureditev je bila uvedena leta 1990, in nadomešča počasno delovanje, kjer so pasove usmerjali ročno.
Možno je tudi drugačno urejanje prometnega toka v nočnih obdobjih, ko pride do vzdrževanja. Običajno je to storjeno med polnočjo in zoro, zaradi zahtev prometa na mostu izven tega časa.

### Pešci
Pešpot se nahaja na vzhodni strani mostu. Dostop s severne strani omogočajo stopnice, ki se nahaja na vzhodni strani mostu. Dostop za pešce na južni strani je bolj zapleten, vendar smerokazi na področju Rocks vodijo na dolge in zaščitene stopnice, ki vodijo na južni konec mostu. 

### Kolesarska pot
Kolesarska pot se nahaja na zahodni strani mostu. Dostop s severne strani pomeni prenašanje ali potiskanje kolesa po stopnišču s 55 stopnicami, ki se nahaja na zahodni strani mostu. Kampanja za odpravo stopnic na tej priljubljeni kolesarski poti poteka že vsaj od leta 2008. Dostop na južni strani poteka preko severnega konca Kent St. kolesarske steze in / ali Upper Fort St.